# Rzsevi járás

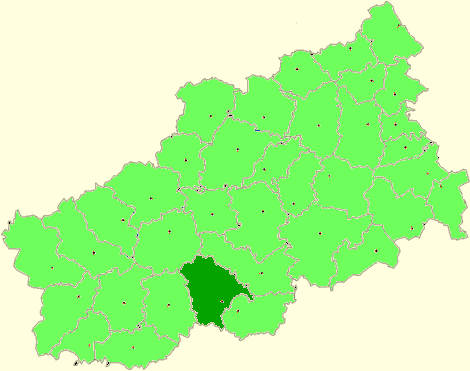
A Rzsevi járás a Tveri területen

A Rzsevi járás (oroszul Ржевский район) Oroszország egyik járása a Tveri területen. Székhelye Rzsev.

## Népesség
- 1989-ben 17 664 lakosa volt.
- 2002-ben 14 674 lakosa volt.
- 2010-ben 12 480 lakosa volt, melyből 10 860 orosz, 577 örmény, 174 ukrán, 87 kirgiz, 66 fehérorosz, 52 moldáv, 51 csecsen, 34 tatár, 30 azeri, 30 csuvas, 12 cigány stb.